# Belisana wau
Belisana wau là một loài nhện trong họ Pholcidae. Loài này được phát hiện ở New Guinea.